# Johan Piribauer

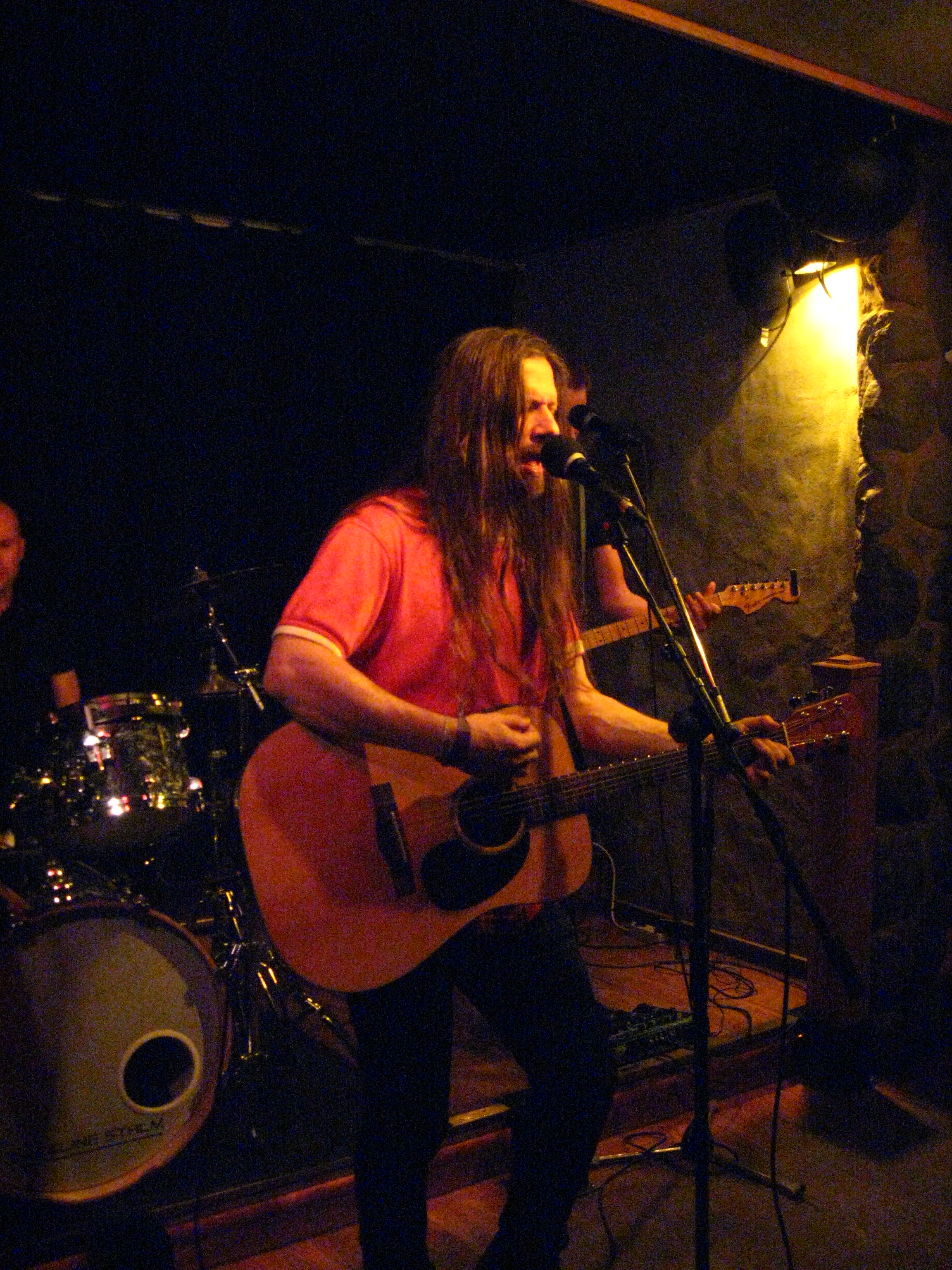
Johan Piribauer spelar med Gruvtolvan på The Big Ben, Stockholm 2008.

Johan Piribauer, född 1963, är artist och låtskrivare från Arvidsjaur. Hans musik kan kallas en korsning mellan vispop, pop och progg. Musiken är melodisk med folkmusikinfluenser och texterna, som är på svenska, handlar ofta om livet uppe i Lappland. En hel del samhällskritik genomsyrar många av låtarna. Johan Piribauer började sin karriär i punkavantgardebandet CP Borrmaskinen på 1980-talet. CP Borrmaskinen, med medlemmar från Arvidsjaur och Stockholm, gjorde sig kända för sina vilda scenshower. 
Under åren hann Piribauer även med att spela i några hårdrocksband innan han inledde sin karriär som visrockare på etiketten Inlandskult med albumet Sagan om liv 1995. Året därpå kom sedan cd:n Arthur Cravans återkomst. 1998 bildades bandet Gruvtolvan i Stockholm som blev Johan Piribauers huvudsakliga kompband. Gruvtolvan består huvudsakligen av norrlänningar i exil som spelar/spelat i andra band. Skivan "Norrland" som hade release 2001 behandlade den ständiga konflikten storstad-landsbygd. Efter denna turnerade Johan Piribauer en hel del i hela Sverige, men även i Norge, Finland, Danmark, Tyskland och på Färöarna. Sedan dess har Piribauer hunnit med att turnera och spela runtom i så gott som hela världen. Han har faktiskt spelat på Antarktis, men även Sydamerika Australien, Nya Zeeland, USA, Canada och Island. 
År 2006 kom albumet Södra Gatan, som hade titeln efter barndomskvarteren i Arvidsjaur. Texterna handlade om dödsångest, nostalgi och lappländsk historia. På den cd:n finns låten "Snälla Gud Jag Vill Inte Dö" som har en tragikomisk text och har blivit en av Johan Piribauers mest önskade låtar. "Inte som ni tror", en sång om politikerförakt, är en annan låt från denna skiva som han nästan alltid spelar live.
Johan Piribauer har hittills under sin karriär arrangerat mer är 1000 konserter för sitt eget och många andra band. Sedan 1994 arrangerar han och Kulturföreningen Inlandskult "Musik vid Inlandsbanan", som är konserter på stationerna i Arvidsjaur och Moskosel för Inlandsbanans resenärer. De tolv senaste åren har han också varit arrangör och turnéledare för Inlandsbanefestivalen som är en sommarturné med flera artister utmed Inlandsbanan. Artisterna åker med rälsbussen längs Inlandsbanan, stannar och spelar på olika platser i de kommuner Inlandsbanan går genom. På nästan varje spelställe kompletteras spelningarna med lokala band, vissångare och trubadurer.
En av Piribauers allra mest kända och spelade låtar är för övrigt "Kåbdalisgubben" som handlar om en av rallarna som byggde Inlandsbanan.
Johan Piribauer är även känd som idrottsprofil i norra Sverige med skidlöpning och orientering som största grenar. Som barn i Arvidsjaur på 70-talet grundade han skidtävlingen Södra Gatan Loppet och löptävlingen och medeldistansserien Gåsrundan. Dessa båda tävlingar finns kvar än idag med stor lokal popularitet. Under de dryga 40 år som de båda idrottsarrangemangen existerat, så har de haft sammanlagt tusentals deltagare i alla åldrar.
Johan Piribauer var under många år kommunpolitiker för Miljöpartiet de Gröna. Han är bosatt i Stockholm men i huvudsak verksam i norra Sverige.

## Diskografi (solo)
- Sagan om liv (1995)
- Arthur Cravans återkomst (1996)
- Jultomten (cd-singel) (1997)
- Norrland (2001)
- Snälla Gud jag vill inte dö (cd-singel) (2005)
- Södra Gatan (2006)
- Enslingens sång/Liemannen (cd-singel) (2007)
- Johan Piribauer & Gruvtolvan (2008)
- En sista sång från Tjappsåive (2013)
- Digital Collection 1995-2013 (2014)
- Flykten (singel) (2020)